# هيلانة كار
هيلانة كار هي سيدة أعمال ماليزية، ولدت في 1 سبتمبر 1946 في تايبينغ ‏ في ماليزيا.